# Marty Howe
Marty Gordon Howe (* 18. Februar 1954 in Detroit, Michigan) ist ein ehemaliger US-amerikanischer Eishockeyspieler (Verteidiger), der von 1973 bis 1985 für die Hartford Whalers und Boston Bruins in der National Hockey League sowie die Houston Aeros und New England Whalers in der World Hockey Association spielte.

## Karriere
Schon immer lag ein großes Augenmerk auf den Söhnen von "Mr Hockey" Gordie Howe. Ab 1971 spielte Marty, der älteste Sohn, als Junior bei den Toronto Marlboros in der OHA. Ein Jahr später gesellte sich auch sein jüngerer Bruder Mark hinzu. Gemeinsam gewannen sie dort 1973 den Memorial Cup.
Zur Saison 1973/74 vermeldeten die Houston Aeros in der World Hockey Association mit Gordie Howe einen spektakulären Neuzugang und als Zugabe wurden auch seine beiden Söhne Mark und Marty verpflichtet. Zusammen konnten sie gleich in ihren ersten beiden Spielzeiten 1974 und 1975 als Meister der WHA die AVCO World Trophy gewinnen. Beim NHL Amateur Draft 1974 sicherten sich die Montréal Canadiens in der dritten Runde als 51. die Rechte an ihm. Doch Marty blieb bei seiner Familie in der WHA. Daran änderte sich auch nichts, als die Detroit Red Wings, das alte Team seines Vaters sich 1977 die Rechte an ihm von Montreal holte. Ebenfalls 1977 wählte man ihn in der WHA ins All-Star Team. Zur Saison 1977/78 wechselte er mit Vater und Bruder zu den New England Whalers. Das Team wurde mit Aufnahme in die NHL zur Saison 1979/80 in Hartford Whalers umbenannt und so kamen die drei Howes auch zu gemeinsamen Einsätzen in der NHL, wobei Marty, der von allen in seiner Familie die Dinge immer möglichst locker ansah, in dieser Spielzeit den Großteil in der AHL bei den Springfield Indians verbrachte und nur sechs Spiele in der NHL spielen durfte. Nach dieser Saison beendete sein Vater endgültig seine Spielerkarriere. Während sein Bruder Mark in der NHL zu einem der Top-Verteidiger avancierte, wurde Marty meist bei den Binghamton Whalers in der AHL eingesetzt. Zur Saison 1982/83 wechselte er zu den Boston Bruins. Ein Jahr später spielte er dann wieder in Hartford. Nach der Saison 1984/85 beendete er seine NHL-Karriere.
1992 übernahm er die Flint Bulldogs in der Colonial Hockey League als Trainer und ging für drei Spiele selbst noch einmal aufs Eis. Im Jahr darauf zog er mit dem Team nach Utica um. Von 2000 bis 2006 war er als Assistenztrainer bei den Chicago Wolves tätig.

## Erfolge und Auszeichnungen
- 1971 OJHL Second All-Star Team
- 1973 J.-Ross-Robertson-Cup-Gewinn mit den Toronto Marlboros
- 1973 Memorial-Cup-Gewinn mit den Toronto Marlboros
- 1974 Avco-World-Trophy-Gewinn mit den Houston Aeros
- 1975 Avco-World-Trophy-Gewinn mit den Houston Aeros
- 1977 WHA Second All-Star Team